# Jacob Söderman
Jacob-Magnus (Jacob) Söderman (ur. 19 marca 1938 w Helsinkach) – fiński polityk i prawnik, poseł do Eduskunty, były minister, europejski rzecznik praw obywatelskich w latach 1995–2003.

## Życiorys
Studiował prawo na Uniwersytecie Helsińskim. Pracował w lokalnej policji, administracji samorządowej, a następnie jako wykładowca w szwedzkiej szkole pracy społecznej i lokalnej administracji. Później był prawnikiem w stowarzyszeniu miejscowości szwedzkojęzycznych, a w latach 1967–1971 dyrektorem tej organizacji.
W 1971 przez niespełna miesiąc był ministrem sprawiedliwości oraz ministrem w resorcie spraw wewnętrznych w rządzie Ahtiego Karjalainena. Następnie do 1982 kierował departamentem bezpieczeństwa pracy w ministerstwie spraw społecznych i zdrowia. Od 1972 do 1982 po raz pierwszy sprawował mandat deputowanego do Eduskunty. Od lutego do czerwca 1982 zajmował stanowisko ministra spraw społecznych i zdrowia w gabinecie Kaleviego Sorsy.
Do 1989 był gubernatorem prowincji Uusimaa. W latach 1989–1995 pełnił funkcję parlamentarnego rzecznika praw obywatelskich, a w okresie 1995–2003 pierwszego rzecznika praw obywatelskich Unii Europejskiej.
W wyborach w 2007 z ramienia Socjaldemokratycznej Partii Finlandii ponownie uzyskał mandat poselski w Helsinkach, powracając do Eduskunty po 25 latach. Wykonywał go do 2011.
Żonaty, ma troje dzieci. Został odznaczony m.in. Legią Honorową V klasy. Otrzymał także kilka doktoratów honoris causa.